# Поярково (Псковская область)
Поярково (латыш. Pojarkova, Pajarkova) — деревня в России, в Пыталовском районе Псковской области. Входит в Линовскую волость.
Деревня расположена в 8 км к северо-западу от города Пыталово.
C 1920 до 1944 гг. входила в состав Яунлатгальского (Абренского) уезда Латвии.

## Население
| 2001 | 2002 | 2010 |
| ---- | ---- | ---- |
| 53   | ↘52  | ↗64  |

Численность населения составляет 53 жителя (2001 год).

## История
В 1995—2015 годах деревня входила в состав Носовской волости.